# Podlas (Mirocin)
Podlas – część wsi Mirocin w Polsce, położona w województwie podkarpackim, w powiecie przeworskim, w gminie Przeworsk.
W latach 1975–1998 Podlas administracyjnie należał do województwa przemyskiego.
Wierni kościoła rzymskokatolickiego należą do parafii Judy Tadeusza i św. Brata Alberta w Mirocinie.